# 七號鎮區 (堪薩斯州摩里斯縣)
七號鎮區（英語：Township 7）為美國堪薩斯州摩里斯縣轄下的鎮區。2010年美国人口普查中該鎮區人口有262人。

## 地理
七號鎮區涵蓋總面積為167.64平方（64.73平方英里），其中167.19平方（64.55平方英里）為陸地，0.46平方（0.18平方英里）或0.27%為水域。海拔高度454（1,490英尺）。

## 人口統計
根據2010年美國人口普查，七號鎮區人口有262人，住房128戶，人口密度為1.56人/每平方公里。此鎮區居民之種族中，白人有251人，非裔美國人有2人，美洲原住民有0人，亞裔美國人有1人，太平洋島裔美國人有0人，其他種族有1人，混血種族則有7人。此外此鎮區有1人為西班牙裔或拉丁裔美國人。

## 交通

### 主要公路
- 56號美國國道
- 77號美國國道
- 4號堪薩斯州州道
- 149號堪薩斯州州道